# لوك ماكسويل
لوك ماكسويل (بالإنجليزية: Luke Maxwell)‏ هو لاعب كرة قدم بريطاني في مركز الوسط، ولد في 6 يوليو 1997 في Kidderminster ‏ في المملكة المتحدة. لعب مع غريمسبي تاون.

## وصلات خارجية
- لوك ماكسويل على موقع قاعدة بيانات كرة القدم.إي يو (الإنجليزية)
- لوك ماكسويل على موقع Soccerbase.com (لاعب) (الإنجليزية)
- لوك ماكسويل على موقع Soccerway.com (الإنجليزية)